# Koreatown, Manhattan
Koreatown este un cartier din Manhattan, New York City, care este mărginit în general de străzile 31st și 36th și de Fifth Avenue și Sixth Avenue. Este situat în Midtown Manhattan și este aproape de Empire State Building și Macy's de la Herald Square. Zona Koreatown din Manhattan este în principal un district financiar, deoarece puțini oameni locuiesc aici. 